# Kalliapseudes tomiokaensis
Kalliapseudes tomiokaensis är en kräftdjursart som beskrevs av Sueo M. Shiino 1966. Kalliapseudes tomiokaensis ingår i släktet Kalliapseudes och familjen Kalliapseudidae. Inga underarter finns listade i Catalogue of Life.